# Gnishik
Gnishik är ett vattendrag i Armenien.   Det ligger i provinsen Vajots Dzor, i den södra delen av landet, 80 kilometer sydost om huvudstaden Jerevan.
Trakten runt Gnishik består i huvudsak av gräsmarker. Runt Gnishik är det ganska glesbefolkat, med 28 invånare per kvadratkilometer.